# Hugo Körte
Viktor Werner Hugo Körte (* 31. Dezember 1897 in Stettin; † 11. Februar 1974 in München) war ein deutscher Kunstlehrer und Künstler, der vor allem Malereien und Glasfenster schuf. Er ist der jüngere Bruder des Architekten Walter Körte.

## Leben und Schaffen
Hugo Körte verbrachte die ersten Lebensjahre in Stettin. Sein Vater war Hermann Körte, Ober- und Geheimer Regierungsrat, Mitglied und stellvertretender Präsident der Königlichen Eisenbahndirektion in Stettin, seine Mutter war Lisbeth Körte, geb. Delbrück. Die Familie wohnte im Stadtteil Westend in der Frankenwalder Straße 99. Körte besuchte das König-Wilhelms-Gymnasium zu Stettin bis zum Abitur 1915 und trat im selben Jahr in den Kriegsdienst im Ersten Weltkrieg ein. Mit 20 Jahren meldete er sich als Freiwilliger zum Dienst als Artillerist und wurde an der Westfront zu Frankreich eingesetzt. Sein Kriegsdienst endete im Januar 1919 und er nahm an der Universität zu Berlin ein Studium der Philologie auf. Im Januar 1920 begann Körte an der Königlichen Kunstakademie und Kunstgewerbeschule in Leipzig mit zeichnerischen Studien bei Hans Nadler. Außerdem nahm er an der Universität Leipzig ein Studium der Kunstgeschichte bei Wilhelm Pinder auf. Im September 1921 wechselte er an die Kunsthochschule Dresden und wurde im April 1922 gemeinsam mit Friedrich Karl Gotsch, Hilde Goldschmidt und Hans Meyboden Meisterschüler bei Oskar Kokoschka im Fach Malerei.
Kokoschka förderte Körte, indem er ihm ein Stipendium besorgte. Die Studienkollegen fuhren auch gemeinsam für kurze Aufenthalte nach Sankt Peter-Ording, um dort zu malen.  1923 erhielt Körte von der Dresdner Kunstakademie eine Anerkennungsurkunde und einen Geldpreis. Er beendete das Studium im September 1923. Anschließend unternahm er eine Studienreise nach Serbien und hielt sich dort bis zum Herbst 1924 auf. Bis Juni 1925 war er zu Studienzwecken in Italien, wo er sich seinen Lebensunterhalt mit Porträtmalerei verdiente. Ab Herbst 1925 wohnte er als selbstständiger freier Künstler in Berlin. Sein Atelier befand sich in Wilmersdorf.
Von Oktober 1926 bis September 1927 studierte er am Bauhaus Dessau. In dieser Zeit wohnte er in der Dessauer Siedlung Hohe Lache, ohne sein Atelier in Berlin-Wilmersdorf aufzugeben. Seine Förderer hier waren Paul Klee und Lyonel Feininger.
Im Januar 1927 bewarb er sich mit vier Landschaftsgemälden in Öl, Brücke in Sankt Peter, Häuser in Sankt Peter, Ording Nordsee und Abendsonne in Ording Nordsee, bei der Preußischen Akademie der Künste um den Großen Staatspreis 1926.
Im Jahr 1933 nahm Körte eine Stellung als Lehrer an der Deutschen Schule Rom an. 1934 beteiligte ere sich in Stettin an der Ausstellung Das Land am Meer. 1935 bewarb er sich für einen Aufenthalt als Stipendiat oder Studiengast in der Villa Massimo. Die Bewerbung wurde nicht befürwortet. Körte zeige zwar „in seinen Aquarellen dekorative Begabung“, aber die Begründung lautete, „dass seine Begabung noch nicht gereift ist und dass er noch allzu sehr an der oberflächlichen Erscheinung der Dinge haften bleibt.“
1936 wurde das Börsengebäude am Stettiner Heumarkt, in der sich die Industrie- und Handelskammer zu Stettin befand, im Inneren erneuert und dabei im großen Festsaal die vorderen Rundbogenfenster durch Bleiglasfenster ersetzt. Die Motive versinnbildlichten die pommerschen Wirtschaftszweige Handel, Hafen, Eisenbahn, Luft- und Schifffahrt, Industrie sowie Bank- und Versicherungswesen und wurden nach Zeichnungen von Körte ausgeführt, der zu dieser Zeit bereits in Rom lebte. Das Börsengebäude wurde beim Fliegerangriff auf Stettin in der Nacht vom 16. zum 17. August 1944 zerstört und nicht wieder aufgebaut.
1937, also nur zwei Jahre nach Körtes vergeblicher Bewerbung um einen Studienaufenthalt in der Villa Massimo, wurden in der Nazi-Aktion „Entartete Kunst“ fünf seiner Bilder aus dem Museum für Kunst und Kunstgewerbe Stettin beschlagnahmt und zur Vernichtung bestimmt.
In Italien erlebte Körte auch das Ende des Zweiten Weltkriegs. 
Ab den späten 1940er Jahren zog er nach München und war hier als freier Künstler bis zu seinem Tod tätig.
Sein Grab befindet sich in Englschalking auf dem Kirchfriedhof St. Nikolaus.

## Werke

### Erhaltene Werke (Auswahl)
- Porträt von Otto Bernhard Knoblauch (1851–1927).
- 1947: Sardischer Volkstanz, Aquarell. Das Bild befindet sich im Museum Stettin. Angefertigt hat es Körte für die Stadt Coburg.[13]
- 1959: vier Farbfenster der Thomaskirche in Freiburg-Zähringen, die nach Plänen seines Bruders, des Architekten Walter Körte, gebaut wurde.
 Es handelt sich um das Altarfenster, das das Lamm Gottes zeigt und um drei Emporenfenster mit den Motiven Hahn, Ähren sowie Die klugen und die törichten Jungfrauen. Weitere Entwürfe wurden nicht realisiert (Öllampen/Jungfrauen, Taube, Fisch, Dornenkrone, Korn & Wein, Heiliggeisttaube). Allesamt sind Motive der Heilsgeschichte.[14]
- 1959: Reiter von Tarquinia, Farbserigrafie.[15]
- 1962: Farbfenster in der Matthias-Claudius-Kapelle in Freiburg-Günterstal, erbaut nach Plänen von Wilhelm Körte.[16]
- Farbfenster in einer Stuttgarter Kirche[17]

### 1937 als „entartet“ beschlagnahmte und vernichtete Werke
Die Datenbank zum Beschlagnahmeinventar der Aktion „Entartete Kunst“ enthält folgende Einträge:
- Häuser, Aquarell.
- Rügenwaldermünde, Aquarell.
- Frauen auf Maultieren, Druckgrafik.
- Tintenfisch, Druckgrafik.
- Fischerhafen in Rügenwaldermünde, Gemälde.